# 오만 여자 축구 국가대표팀
오만 여자 축구 국가대표팀은 오만을 대표하는 여자 축구 대표팀으로 오만 축구 협회에서 관리하며 남자 대표팀과는 달리 아직 공식 경기에 출전한 기록은 없다.

## 같이 보기
- 오만 축구 국가대표팀
- 오만 축구 협회